# Память святых отцов шести Вселенских соборов
Па́мять святы́х отцо́в шести́ Вселе́нских собо́ров (греч. Κυριακῇ τῶν ἁγίων Πατέρων) —  воскресный праздничный день в календаре Русской Православной церкви, когда совершается память отцов шести Вселенских соборов. Согласно богослужебному Уставу это  ближайшее воскресение (неделя) к 16 июля (29 июля). Этот день попадает в период от 13 июля (26 июля) до 19 июля (1 августа). Служба помещена в Июльской Минее. В этот день Церковь прославляет веру, которую утвердили святые отцы, и вспоминает те ереси, которые были осуждены на шести Вселенских соборах.
Под 16 июля в рукописных и печатных славянских Уставах XV-XVII века и в греческих Типиконах XVI-XVII века эти шесть соборов перечислены с количеством участников, на каждом из них: на 1 соборе, в Никеи — 318, на 2 соборе, в царствующем граде  — 150, на 3 соборе во Ефесе — 200, на 4 соборе, в Халкидоне — 630, на 5 соборе  — 160, на 6 соборе — 170, на всех вкупе — 1628. В настоящее время в греческих поместных церквях этa служба заменена на другую, которая имеет название: греч. Κυριακῇ τῶν ἁγίων Πατέρων τῆς Δ' Οἰκουμενικῆς Συνόδου, τῶν ἐν Χαλκηδόνι συνελθόντων — Неделя (воскресение) святых отцов Четвертого Вселенского собора, в Халкидоне собравшихся или греч. Κυριακή: Τῶν Ἁγίων καί θεοφόρων 630 Πατέρων — Неделя (воскресение) святых и богоносных 630 отцов.
|                                         | На греческом | На церковнославянском(транслитерация) | На русском |
| --------------------------------------- | --- | --- | --- |
| Тропарь праздника, глас 8 (Ἦχος πλ. δ') | Ὑπερδεδοξασμένος εἶ, Χριστὲ ὁ Θεὸς ἡμῶν, ὁ φωστῆρας ἐπὶ γῆς τοὺς Πατέρας ἡμῶν θεμελιώσας, καὶ δι' αὐτῶν πρὸς τὴν ἀληθινὴν πίστιν, πάντας ἡμᾶς ὁδηγήσας, Πολυεύσπλαγχνε δόξα σοι.                                          | Препросла́влен еси́, Христе́ Бо́же наш, свети́ла на земли́ отцы́ на́ша основа́вый и те́ми ко и́стинней ве́ре вся ны наста́вивый, Многоблагоутро́бне, сла́ва Тебе́.                               | Препрославлен Ты, Христе Боже наш, как светила на земле отцов наших утвердивший, и ими на путь истинной веры всех нас направивший, Многомилостивый, слава Тебе!                               |
| Кондак праздника, глас 8 (Ἦχος πλ. δ' ) | Τῶν Ἀποστόλων τὸ κήρυγμα, καὶ τῶν Πατέρων τὰ δόγματα, τῇ Ἐκκλησίᾳ μίαν τὴν πίστιν ἐκράτυνεν· ἣ καὶ χιτῶνα φοροῦσα τῆς ἀληθείας, τὸν ὑφαντὸν ἐκ τῆς ἄνω θεολογίας, ὀρθοτομεῖ καὶ δοξάζει, τῆς εὐσεβείας τὸ μέγα Μυστήριον. | Апо́стол пропове́дание и оте́ц догма́ты Це́ркве еди́ну ве́ру запечатле́ша, я́же и ри́зу нося́щи и́стины, истка́нну от е́же свы́ше Богосло́вия, исправля́ет и сла́вит благоче́стия вели́кое та́инство. | Проповедь Апостолов и отцов догматы веру единую для Церкви утвердили; и она, нося одежду истины, сотканную из небесного богословия правильно преподает и славит благочестия великое таинство. |